# 諾埃爾山 (南極洲)
62°14′S 58°46′W / 62.233°S 58.767°W
諾埃爾山是南極洲的山峰，位於南設得蘭群島的喬治王島西部，處於巴爾頓半島，海拔高度255米，由蘇格蘭地質學家命名，現時由南極條約體系管理。